# Степано-Крынка
Степа́но-Кры́нка (укр. Степано-Кринка) — село, расположенное в Амвросиевском районе Донецкой области Украины. Находится под контролем непризнанной ДНР.
До революции 1917 года входила в Степановско-Крынскую волость Таганрогского округа Области Войска Донского

## Общие сведения
Население по переписи 2001 года составляло 951 человек. Почтовый индекс — 87320. Телефонный код — 6259.

## История
Основателем слободы Крынки был войсковой старшина Степан Ефимович Кутейников, который и заселил ее около 1777 года .
В 1853 году поселок Кутейников-Крынский переименован в слободу Покровскую.
В 1833 году владелица этой слободы, вдова генерал-майора Марфа Кутейникова испрашивала разрешение на постройку в слободе Крынской каменной церкви; но до построения каменной, с 1835 года был устроен временный Покровский молитвенный дом, а каменная однопрестольная Покровская церковь, с такою же колокольнею, была заложена 1 августа 1841 года и освящена 29 октября 1844 года.
Вскоре после образования прихода в слободе Крынской, а именно в 1843 году, в ней учреждено три ярмарки, каждая с недельным торгом:
1. 1 октября Покровская ярмарка;
2. 29 июня Петро-Павловская ярмарка;
3. В воскресный день на четвертой неделе Великого поста[5] 8 июля 1855 году открыта Казанская ярмарка.

## География
Село расположено на левом берегу реки Крынки (приток Миуса).

#### Соседние населённые пункты
С: —
СЗ: Покровка (Харцызского горсовета), Троицко-Харцызск (оба выше по течению Крынки)
З: Третяки, Виноградное, город Иловайск
ЮЗ: Покровка (Амвросиевский район), Металлист, Бондаревское, Григоровка
Ю: Елизавето-Николаевка
ЮВ: Новопетровское, Благодатное, Новоклиновка, Котовского, Родники, Трепельное
СВ: Русско-Орловка
В: Малая Шишовка